# Pece (Słowenia)
Pece – wieś w Słowenii, w gminie Grosuplje. 1 stycznia 2017 liczyła 99 mieszkańców.